# Pallavolo ai VI Giochi asiatici - Torneo femminile
Il III campionato di pallavolo femminile ai Giochi asiatici si è svolto nel 1970 a Bangkok, in Thailandia, durante i VI Giochi asiatici. Al torneo hanno partecipato 8 squadre nazionali asiatiche e la vittoria finale è andata par la terza volta consecutiva al Giappone.

## Squadre partecipanti
| - Cambogia - Cina - Corea del Sud - Filippine - Giappone - Indonesia - Iran - Thailandia |

## Classifica finale
| Classifica | Squadre       |
| ---------- | ------------- |
|            | Giappone      |
|            | Corea del Sud |
|            | Cambogia      |
| 4          | Iran          |
| 5          | Cina          |
| 6          | Filippine     |
| 7          | Indonesia     |
| 8          | Thailandia    |